# Live At BB Kings Club New York 2003
Live At BB Kings Club New York 2003 es un DVD de la banda noruega de black metal, Immortal que contiene el concierto que la banda realizó en el BB Kings Club en 2003, antes de su separación. La mezcla FOH fue realizada por Achim Köhler.

## Lista de canciones
1. "Wrath From Above"
2. "Damned In Black"
3. "One By One"
4. "Tyrants (Part 1)"
5. "Tyrants (Part 2)"
6. "Solarfall"
7. "Beyond The North Waves"

## Créditos
- Abbath Doom Occulta – voz y guitarra
- Saroth – bajo
- Horgh – batería

- Datos: Q3835234